# At the Ryman
At the Ryman è un album dal vivo della cantante statunitense Emmylou Harris, pubblicato nel 1992 a nome Emmylou Harris and The Nash Ramblers.

## Tracce
1. Guitar Town – 2:56 (Steve Earle)
2. Half as Much – 3:00 (Curley Williams)
3. Cattle Call – 3:11 (Tex Owens)
4. Guess Things Happen That Way – 2:25 (Jack Clement)
5. Hard Times – 3:25 (Stephen Foster)
6. Mansion on the Hill – 4:25 (Bruce Springsteen)
7. Scotland – 2:57 (Bill Monroe)
8. Montana Cowgirl – 3:08 (Ray Park)
9. Like Strangers – 4:56 (Boudleaux Bryant)
10. Lodi – 3:06 (John Fogerty)
11. Calling My Children Home – 3:14 (Doyle Lawson, Charles Waller, Robert Yates)
12. If I Could Be There – 3:30 (Kieran Kane, Jamie O'Hara)
13. Walls of Time – 4:45 (Bill Monroe, Peter Rowan)
14. Get Up John – 4:25 (Bill Monroe, Marty Stuart, Jerry Sullivan)
15. It's a Hard Life Wherever You Go / Abraham, Martin and John – 7:07 (Nanci Griffith / Richard Holler)
16. Smoke Along the Track – 4:16 (Alan Rose)